# Orti botanici in Italia

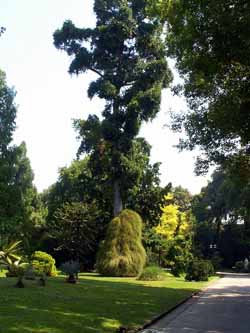
Orto botanico di Napoli

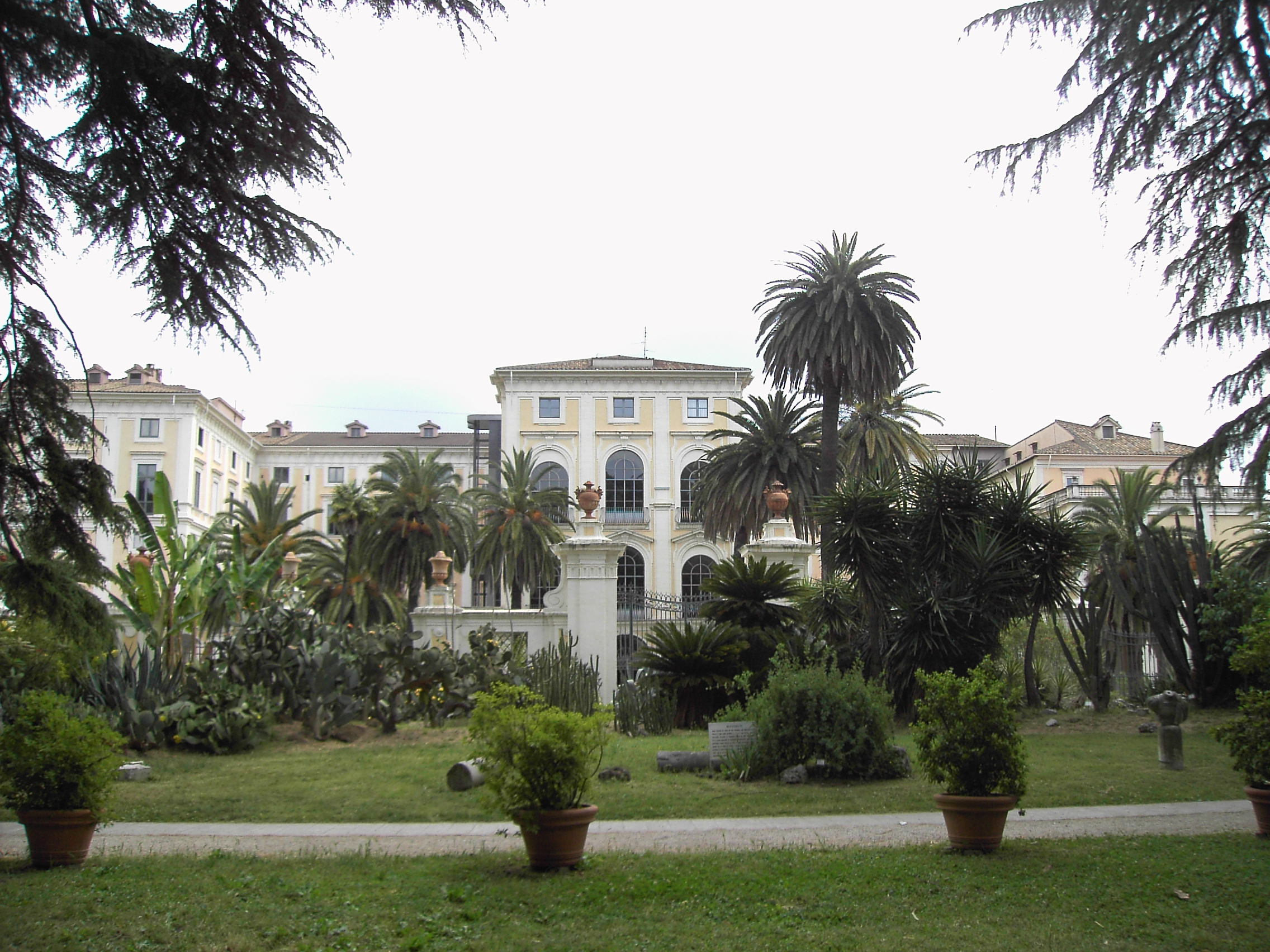
Orto botanico di Roma

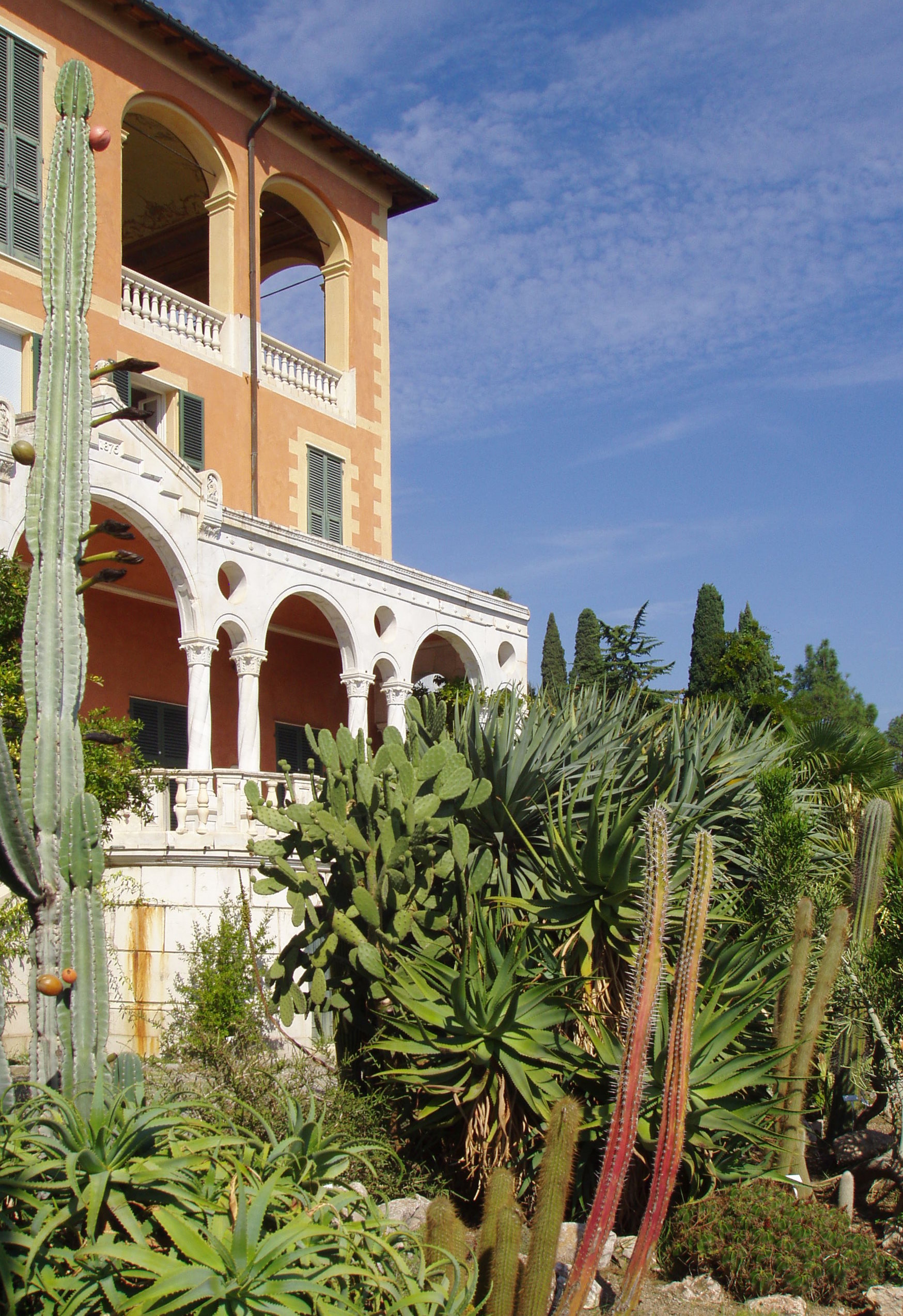
Giardini botanici Hanbury, Ventimiglia

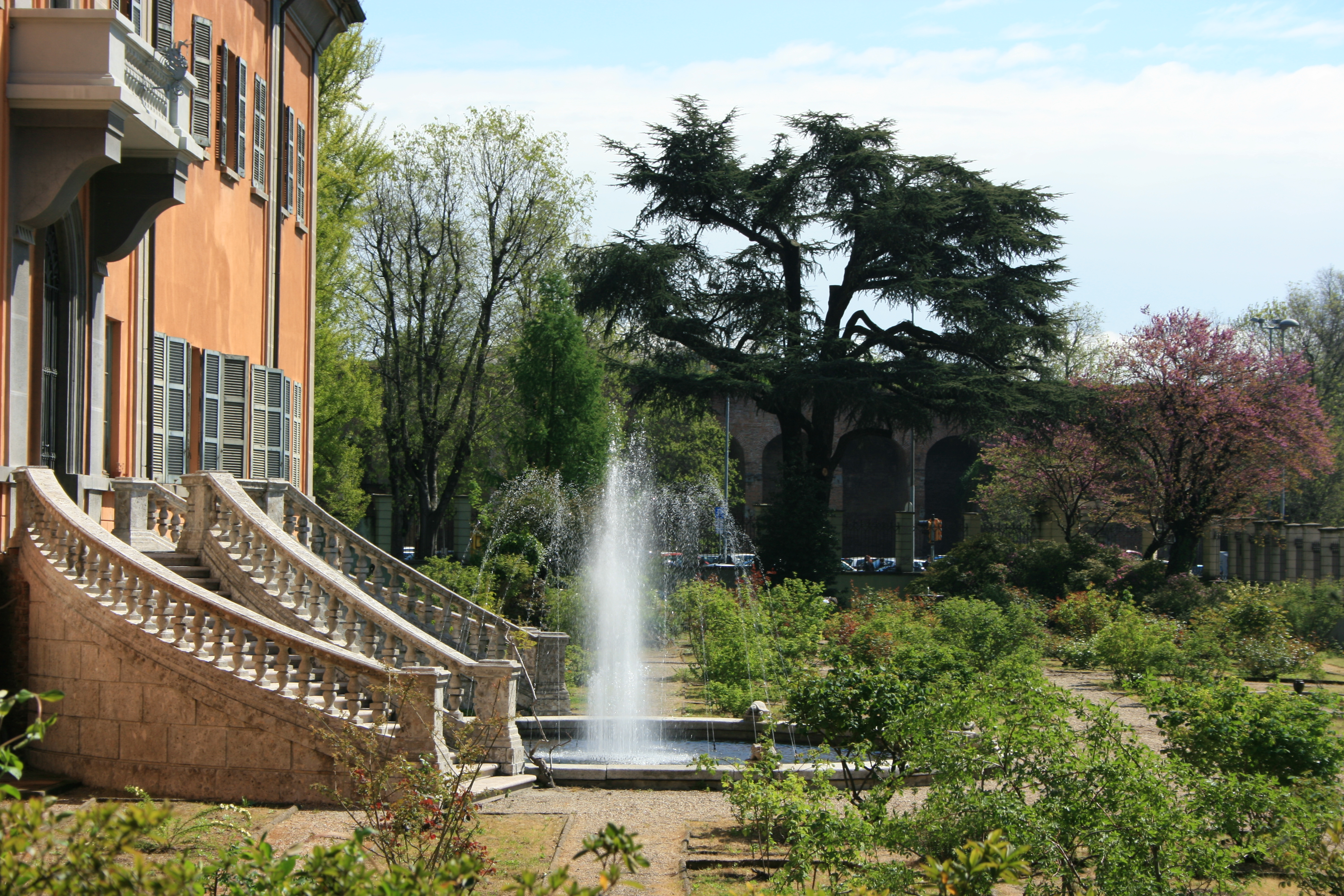
Orto botanico di Pavia

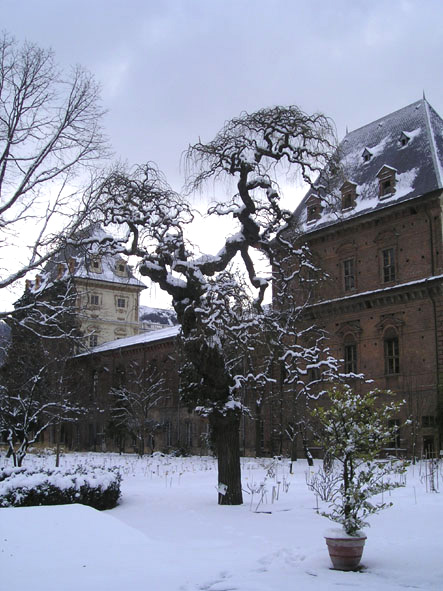
Orto botanico di Torino

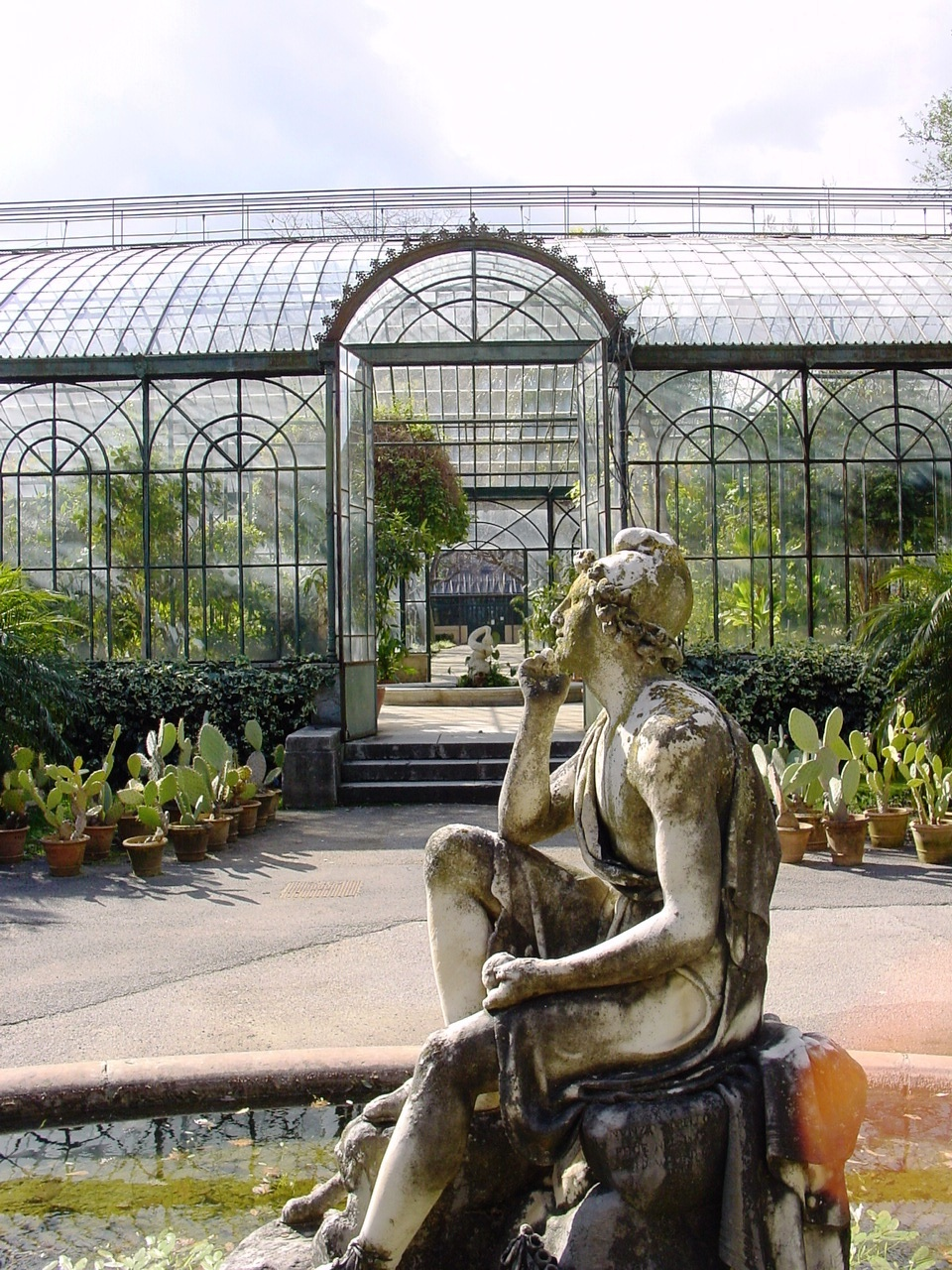
Orto botanico di Palermo

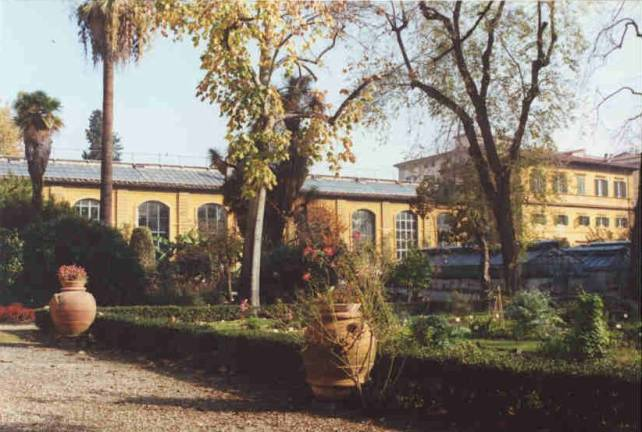
Giardino dei Semplici di Firenze

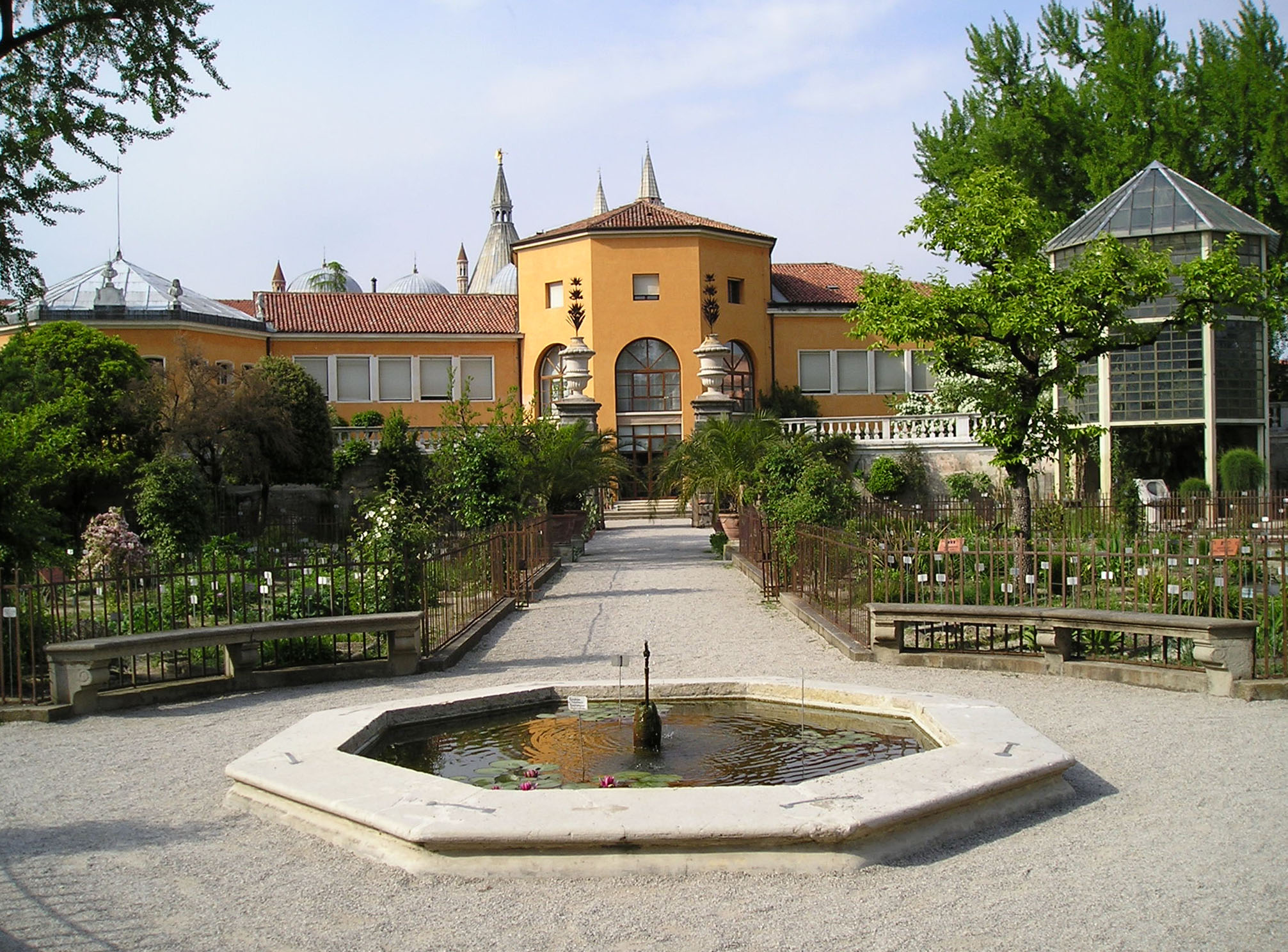
Orto botanico di Padova

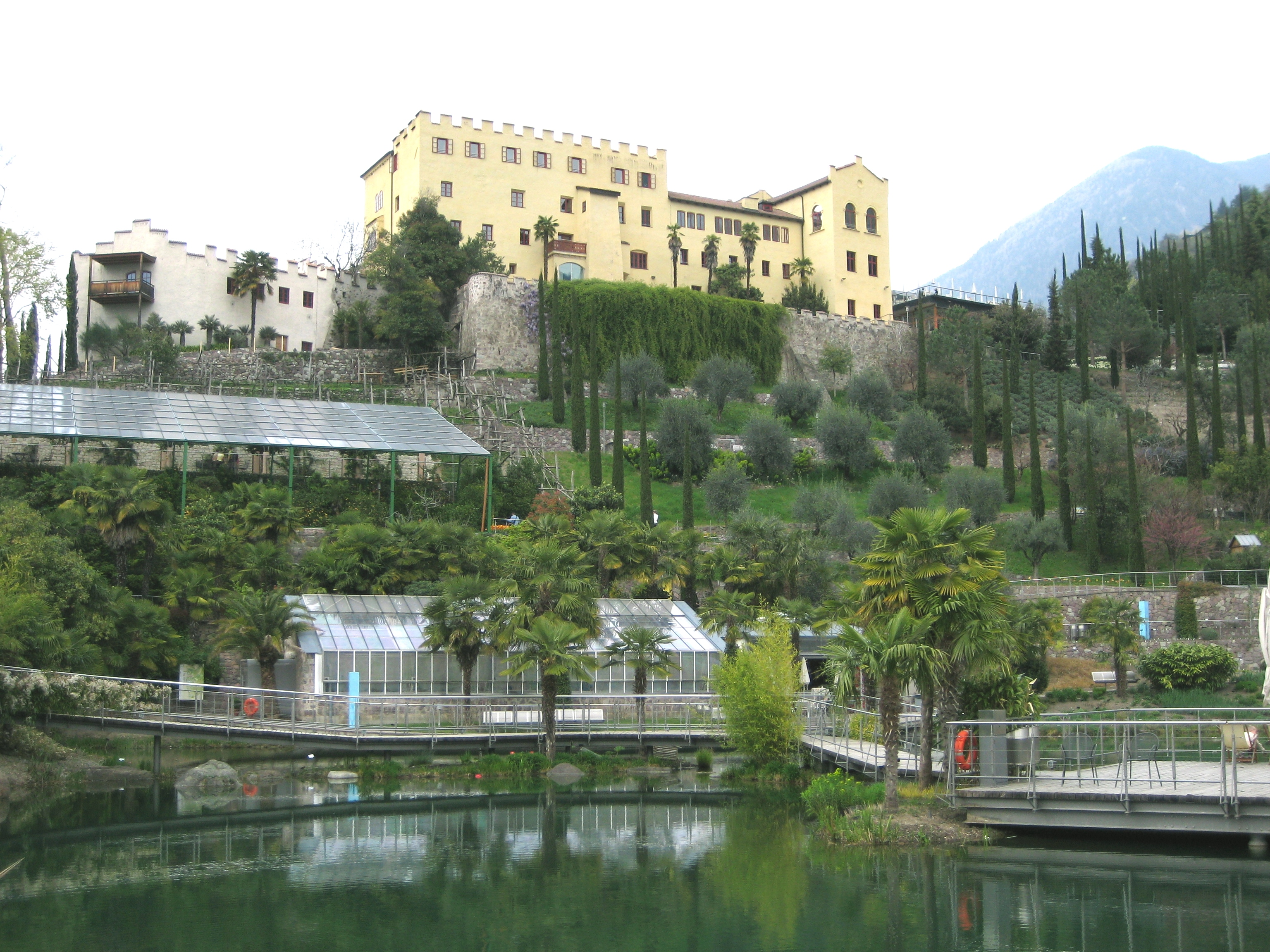
Touriseum e giardini di castel Trauttmansdorff

Elenco degli orti botanici in Italia, divisi per regione.

## Abruzzo
- Orti botanici universitari
  - L'Aquila: orto botanico dell'Università dell'Aquila, giardino botanico alpino di Campo Imperatore
  - Chieti: giardino dei Semplici
- Giardini botanici
  - Anversa degli Abruzzi (Riserva naturale guidata Gole del Sagittario): giardino botanico Gole del Sagittario
  - Lama dei Peligni (Parco nazionale della Maiella): giardino botanico Michele Tenore
  - Loreto Aprutino: villa dei Ligustri
  - Penne (riserva naturale controllata Lago di Penne): orto botanico riserva Lago di Penne
  - Pescasseroli (parco nazionale d'Abruzzo, Lazio e Molise): giardino botanico e arboreto appenninico del Parco nazionale d'Abruzzo, Lazio e Molise
  - San Salvo: giardino botanico Mediterraneo
  - Sant'Eufemia a Maiella (parco nazionale della Maiella): giardino botanico Daniela Brescia
  - Villavallelonga (parco nazionale d'Abruzzo, Lazio e Molise): giardino botanico Loreto Grande

## Basilicata
- Orti botanici
  - Castel Lagopesole: Orto botanico di Castel Lagopesole
  - Potenza: orto agrario sperimentale[1]

## Calabria
- Orti botanici universitari
  - Rende: orto botanico dell'Università della Calabria
- Giardini botanici
  - Reggio Calabria: giardini pubblici "Umberto I" di Reggio Calabria

## Campania
- Orti botanici universitari
  - Napoli: orto botanico di Napoli
  - Portici: orto botanico di Portici
- Altri orti botanici
  - Forio d'Ischia: giardini La Mortella
  - Salerno: giardino della Minerva

## Emilia-Romagna
- Orti botanici universitari
  - Bologna: orto botanico dell'Università di Bologna
  - Ferrara: orto botanico di Ferrara
  - Modena: Orto botanico dell'Università di Modena e Reggio Emilia
  - Parma: orto botanico di Parma
- Giardini botanici
  - Casola Valsenio: giardino delle Erbe
  - San Giovanni in Persiceto: civico orto botanico Ulisse Aldrovandi
  - Santa Sofia: Valbonella (parco nazionale delle Foreste Casentinesi, Monte Falterona e Campigna)

## Friuli-Venezia Giulia
- Orti botanici universitari
  - Trieste: orto botanico universitario
- Altri orti botanici
  - Trieste: orto botanico di Trieste
- Giardini botanici
  - Udine: giardino botanico Cormor[2]
- Giardini botanici alpini
  - Sgonico: giardino botanico Carsiana

## Lazio
- Orti botanici universitari
  - Roma: orto botanico di Roma
  - Roma: orto botanico dell'Università di Tor Vergata
  - Viterbo: orto botanico dell'Università della Tuscia

## Liguria
- Orti botanici universitari
  - Genova: orto botanico dell'Università di Genova
- Altri orti botanici
  - Cogoleto: orto botanico Villa Beuca
  - Ameglia: orto botanico di Montemarcello[3]
- Giardini botanici
  - Genova: giardino botanico Clelia Durazzo Grimaldi
  - Ventimiglia: giardini botanici Hanbury
  - Alassio: I Giardini di Villa della Pergola [4]
- Giardini botanici alpini
  - Campo Ligure: giardino botanico montano di Pratorondanino

## Lombardia
- Orti botanici universitari
  - Bergamo: orto botanico Lorenzo Rota
  - Milano: orto botanico di Brera
  - Pavia: orto botanico di Pavia
  - Toscolano Maderno: orto botanico "Giordano Emilio Ghirardi"
- Giardini botanici
  - Gardone Riviera: giardino botanico André Heller
  - Rovato: giardino botanico di castello Quistini[5]
  - Tremezzo: parco botanico di villa Carlotta[6]
  - Varenna: giardino botanico di villa Monastero[7]
  - Varenna: giardino botanico di villa Cipressi[8]
- Giardini botanici alpini
  - Bormio: giardino botanico alpino Rezia[9]
  - Romagnese: giardino botanico alpino di Pietra Corva[10]

## Marche
- Orti botanici universitari
  - Ancona: orto botanico Selva di Gallignano[11]
  - Camerino: orto botanico di Camerino[12]
  - Urbino: orto botanico di Urbino[13]
- Altri orti botanici
  - Pesaro: orto botanico di Pesaro[14]

## Molise
- Giardini botanici alpini
  - Capracotta: giardino della flora appenninica

## Piemonte
- Orti botanici universitari
  - Torino: orto botanico di Torino
  - Torino: Orti Generali (associazione agricola)
- Giardini botanici
  - Alessandria: giardino botanico di Alessandria
  - Masio: giardino botanico OasiMonferrina
- Giardini botanici alpini
  - Biella: giardino botanico alpino di Oropa[15]
  - giardini botanici di Villa Taranto a Verbania sul lago Maggiore
  - giardino botanico dell'isola Bella sul lago Maggiore
  - giardino botanico dell'isola Madre sul lago Maggiore

## Puglia
- Orti botanici universitari
  - Bari: orto botanico di Bari
  - Lecce: orto botanico di Lecce
  - Lecce: orto botanico del Salento

## Sardegna
- Orti botanici universitari
  - Cagliari: orto botanico di Cagliari
  - Sassari: orto botanico di Sassari

## Sicilia
- Orti botanici universitari
  - Palermo: orto botanico di Palermo
  - Catania: orto botanico di Catania
  - Messina: orto botanico di Messina
- Giardini botanici
  - giardino botanico Nuova Gussonea

## Toscana
- Orti botanici universitari
  - Firenze: giardino dei semplici
  - Pisa: orto botanico di Pisa
- Altri orti botanici 
  - Abetone: orto botanico forestale dell'Abetone
  - Barberino Val d'Elsa: orto botanico di Vico d'Elsa
  - Lucca: orto botanico comunale
  - Massa: orto botanico Pellegrini-Ansaldi
  - Reggello: orto botanico di Vallombrosa
  - Rio nell'Elba: orto dei semplici Elbano
  - Siena: orto botanico di Siena
  - Villa Collemandina: Giardino Botanico "Maria Ansaldi" Pania di Corfino
- Giardini botanici
  - Cavriglia: roseto botanico Carla Fineschi

## Trentino-Alto Adige
- Giardini botanici
  - Merano: giardini di Castel Trauttmansdorff
- Giardini botanici alpini
  - Trento: giardino botanico alpino Viote

## Umbria
- Orti botanici universitari
  - Perugia: orto botanico di Perugia

## Veneto
- Orti botanici universitari:
  - Padova: orto botanico di Padova
- Altri orti botanici
  - Mestre: orto botanico Locatelli
  - Musile di Piave: giardino botanico della Scuola Media Statale Enrico Toti
  - Treviso: orto botanico conservativo Francesco Busnello
- Giardini botanici alpini
  - Belluno: giardino botanico delle Alpi Orientali
  - Valli del Pasubio: giardino botanico alpino San Marco
  - Ferrara di Monte Baldo: orto botanico del Monte Baldo
  - Tambre: giardino botanico alpino di Tambre[16]

## Valle d'Aosta
- Giardini botanici alpini
  - Courmayeur: giardino alpino Saussurea
  - Gressoney-Saint-Jean: giardino alpino Castel Savoia
  - La Thuile: giardino alpino Chanousia
  - Valnontey: giardino alpino Paradisia